# Адміністративний поділ Коста-Рики

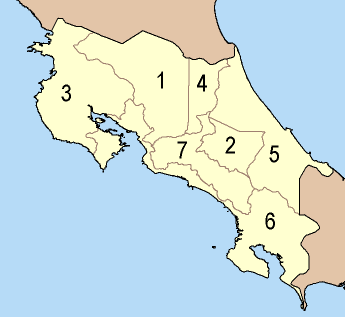
Адміністративний поділ Коста-Рики

Коста-Рика в адміністративному відношенні поділена на 7 провінцій:
- Алахуела
- Картаго
- Гуанакасте
- Ередія
- Лимон
- Пунтаренас
- Сан-Хосе

Провінції розділені на кантони. Кантонів — 81, вони управляються мерами. Мер кожного кантону обирається раз на 4 роки його жителями.

## Історія

Герб Коста-Рики. Сім зірок символізують сім провінцій, що утворюють країну.

Після проголошення незалежності Коста-Рики і прийняття 30 листопада 1848 року Конституції був виданий закон № 36 від 7 грудня 1848 року, в якому вперше з'явилися такі територіальні суб'єкти, як провінції, кантони та округи. Згідно з цим законом територія країни ділилася на п'ять провінцій:
- Сан-Хосе, з одним кантоном і десятьма округами;
- Алахуела, з двома кантонами і вісьмома округами;
- Картаго, з двома кантонами і тринадцятьма округами;
- Ередія, з одним кантонів і сім'ю округами;
- Гуанакасте, з чотирма кантонами і вісьмома округами.

Території, які раніше відносилися до нинішньої провінції Пунтаренас, за статусом були комарок. Закон № 10 від 17 вересня 1858 року затвердив цим територіям статус провінції.
Указом № 27 від 6 червня 1870 року східні землі провінції Картаго, комарки Лимон, були відокремлені. Однак належного по статусу муніципалітету не було до 1902 року, коли законом № 59 від 1 серпня була утворена остання, сьома провінція Лимон.
З 1848 по 1980 рік кількість кантонів в країні збільшилася з 10 до 81. Останнім утвореним кантоном став кантон Гуасімо.
Кількість і склад округів постійно змінювалися протягом всієї історії Коста-Рики. Наприклад, під час перепису населення 2000 року кількість округів становила 463, а станом на 2012 рік існує 470 районів.